# André Previn
André George Previn KBE (eredeti nevén Andreas Ludwig Priwin) (Berlin, 1929. április 6. – Manhattan vagy New York, 2019. február 28.), német-amerikai, tizenegyszeres Grammy-díjas, négyszeres Oscar-díjas zenész; zongoraművész, zeneszerző, hangszerelő, karmester.
Pályája három szakaszra oszlott: előbb a hollywoodi filmipar zenei mindenese, majd dzsesszzenész, 1962 után már a komolyzene területén működött. A filmekhez hangszerelt és komponált. A dzsesszben ünnepelt triózongorista volt. A komolyzene területén zongoraművészként is dolgozott, de elsősorban karmesterként és zeneszerzőként vált híressé.
Zenei igazgatója volt a Houstoni Szimfonikus Zenekarnak (1967–1969), a Londoni Szimfonikus Zenekarnak vezető karmesterere volt (1968–1979). A Pittsburghi Szimfonikus Zenekarnak (1976–1984), a Los Angeles-i Filharmonikusoknak, a Royal Filharmonikus Zenekarnak (1985–1992), a Los Angeles-i Filharmonikusok vezető karmestere (1985–1992), majd az Oslói Filharmonikusok vezető karmestere (2002–2006). A Bécsi Filharmonikusokkal is szoros kapcsolatot ápolt.

## Pályafutása
Previn csodagyerek volt. Hatévesen bekerült a berlini zeneművészeti főiskolára, ahol zongorát, zeneszerzést és -elméletet tanult. Szüleivel a nácik elől Amerikába, Los Angelesbe menekültek, ahol egy távoli rokonuk élt és dolgozott a filmiparban. Tizenéves korában tehetséges dzsesszzongoristaként ismerték. Legelismertebb lemeze a műfajban az 1958 decemberében rögzített Barney Kessel Plays "Carmen" c. „album”. Previn társai Buddy Collette, Bill Smith, Jules Jacob, Pete Terry, Justin Gordon, Chuck Genry, Ray Linn, Harry Betts, Herb Geller, Barney Kessel, Victor Feldman, Joe Mondragora és Shelly Manne voltak.
Az 1940-es években különböző hangszerelési és hangszerelési feladatokat végzett a Metro-Goldwyn-Mayertől.
1951-ben amerikai hadseregben San Franciscóban szolgálva karmesterséget tanult magánúton Pierre Monteux-nél Zeneszerzéstanára Mario Castelnuovo-Tedesco volt.. Karmesterként egyidőben dolgozott a Houstonban, a londoni és pittsburghi szimfonikus zenekarnál; és Los Angeles-i Filharmonikusoknál 1985 és 1989 között. A Royal Filharmonikus Zenekar zenei vezetője volt 1985–88 között, vezető karmester 1988–91 között, és 1993-tól pedig a Londoni Szimfonikus Zenekarnál.
Vendégkarmesterként szerepelt Európa és az Egyesült Államok jelentős zenekarainál. Elsősorban a francia, orosz és angol zene iránt vonzódó karmester volt.
Pályafutása során a legkülönbözőbb műfajokban alkotott. Művei között szerepelt a Vonósok szimfóniája (1962); cselló- (1968), gitár- (1971), zongora- (1985) és hegedűversenyek; zenekari művek, kamarazenei művek; vonósnégyes szopránnal (2003), A vágy villamosa című opera (1998;  Tennessee Williams drámája alapján); színpadi zenedarabok, dalok.
Previn könyveket is írt a zenéről, többek között: a Zene szemtől szemben (1971), A zenekar (1979), Útmutató a zenéhez (1983), Útmutató a zenekarhoz (1986), Első napjaim Hollywoodban (No Minor Chords. 1991).
Viharos magánélete is muzsikusi korszakaihoz kapcsolódott: első két felesége, Betty Bennett és Dory Langan a dzsesszvilágból jött, majd következett a filmes Mia Farrow. A negyedik házassága egy „civillel” bizonyult a legtartósabbnak. Utoljára négy évet élt együtt a német hegedűssztárral, Anne-Sophie Mutterr-ral, akinek már a házasságuk előtt is sok darabot komponált.

## Lemezei

### Komolyzene
Nagyobb gyűjtemények
- André Previn Warner Edition: Complete HMV & Teldec Recordings (2021) Warner 9029506573 (96 CD)
- André Previn - A Celebration (2009) Deutsche Grammophon 477 8114

### Dzsessz
Nagyobb gyűjtemények
- André Previn - Jazz Milestones Of A Legend (2016) Documents (10 CD)

## Díjai, elismerései
- 1996: A Brit Birodalom Lovagrendjének (KBE) tiszteletbeli lovagparancsnoka (II. Erzsébet királynőtől)
- 1998: Kennedy Center Honors: Kitüntetés az Egyesült Államokban a klasszikus zenéhez és az operához való hozzájárulásáért
- 2005: Glenn Gould-díj

### Oscar-díjak
- 1958: Gigi
- 1959: Porgy és Bess
- 1963: Irma, te édes
- 1964: My Fair Lady

## Filmzenék
- Egy, kettő, három (1961) - a filmzene összeállítása és hangszerelése

## Magyar nyelvű irodalom
- Farrow, Mia: Ami szétesik. Emlékirat. Budapest, 1997. Noran–Palatinus ISBN 9639127027